# Hephaestus epirrhinos
Hephaestus epirrhinos är en fiskart som beskrevs av Richard P. Vari och Hutchins, 1978. Hephaestus epirrhinos ingår i släktet Hephaestus och familjen Terapontidae. IUCN kategoriserar arten globalt som nära hotad. Inga underarter finns listade i Catalogue of Life.